# فهرست دوزیستان ایران
فهرست دوزیستان ایران شامل وزغ‌ها، قورباغه‌ها و سمندرها در کشور ۲۰ گونه تاکنون گزارش شده که در بین آنها سمندرها از درجه اهمیت بیشتری برخوردار هستند و اطلاعات بسیار کم و جزئی از بیولوژی و اکولوژی آنها در دست می‌باشد و گونه‌هایی نظیر سمندر لرستان، سمندر کردستان، سمندرغارزی ایرانی و سمندر آذربایجان در وضعیت بحرانی یا در معرض خطر انقراض قرار دارند.

## فهرست
|  | نام                   | نام علمی                   | خانواده          | راسته            |
|  | --------------------- | -------------------------- | ---------------- | ---------------- |
|  | سمندر غارزی           |                            | سمندرهای آسیایی  | دوزیستان دم دار  |
|  | سمندر جویباری ایرانی  | Paradactylodon persicus    | سمندرهای آسیایی  | دوزیستان دم دار  |
|  | سمندر آذربایجان       | Neurergus crocatus         | سمندرها          | دوزیستان دم دار  |
|  | سمندر لرستان          | Neurergus kaiseri          | سمندرها          | دوزیستان دم دار  |
|  | سمندر کرستان          | Neurergus microspilotus    | سمندرها          | دوزیستان دم دار  |
|  | سمندر آتشین           | Salamandra infraimmaculata | سمندرها          | دوزیستان دم دار  |
|  | سمندر تاجدار جنوبی    |                            | سمندرها          | دوزیستان دم دار  |
|  | وزغ تالشی             | Bufo eichwaldi             | وزغ‌ها            | دوزیستان بدون دم |
|  | وزغ بلوچی             | Duttaphrynus olivaceus     | وزغ‌ها            | دوزیستان بدون دم |
|  | وزغ هندی، وزغ مرمری   | Duttaphrynus stomaticus    | وزغ‌ها            | دوزیستان بدون دم |
|  | وزغ لرستانی           | Pseudepidalea luristanica  | وزغ‌ها            | دوزیستان بدون دم |
|  | وزغ خاوری             | Pseudepidalea oblonga      | وزغ‌ها            | دوزیستان بدون دم |
|  | وزغ بی گوش ایرانی     | Pseudepidalea oblonga      | وزغ‌ها            | دوزیستان بدون دم |
|  | وزغ تورانی            | Pseudepidalea turanensis   | وزغ‌ها            | دوزیستان بدون دم |
|  | وزغ سیز               | Pseudepidalea variabilis   | وزغ‌ها            | دوزیستان بدون دم |
|  | وزغ بیل پای سوری      |                            | وزغ‌ها            | دوزیستان بدون دم |
|  | قورباغه درختی خاوری   |                            | قورباغه‌های درختی | دوزیستان بدون دم |
|  | قورباغه درختی         | Hyla savignyi              | قورباغه‌های درختی | دوزیستان بدون دم |
|  | قورباغه بلوچی         | Euphlyctis cyanophlyctis   | قورباغه‌ها        | دوزیستان بدون دم |
|  | قورباغه مردابی        | Pelophylax ridibundus      | قورباغه‌ها        | دوزیستان بدون دم |
|  | قورباغه پادراز ایرانی | Rana macrocnemis           | قورباغه‌ها        | دوزیستان بدون دم |
|  | قورباغه جنگلی         | Rana pseudodalmatina       | قورباغه‌ها        | دوزیستان بدون دم |